# Angela Bianchini
Pour les articles homonymes, voir Bianchini.
Angela Bianchini, née le 21 avril 1921 à Rome et morte le 27 octobre 2018 dans cette même ville, est une romancière et scénariste de télévision italienne.

## Biographie
D'origine juive, en 1941 Angela Bianchini a été contrainte de quitter l'Italie et se réfugie aux États-Unis d'Amérique.
Elle étudie à l'université Johns Hopkins, où elle obtient un doctorat en linguistique française, sous la direction et la supervision de Leo Spitzer.
Après la Seconde Guerre mondiale, elle revient à Rome. Attirée par le monde de la communication elle travaille auprès de magazines comme Il Mondo de Mario Pannunzio, mais aussi avec la RAI pour laquelle elle écrit des programmes culturels, pièces radiophoniques ainsi que des programmes de radio et de télévision.

## Publications

### Romans
- Lungo equinozio, 1962
- La ragazza in nero, 1990
- Capo d’Europa, 1998
- Le nostre distanze, Einaudi,Turin, 2001.  (ISBN 9788806160418)
- Nevada, 2002
- Le labbra tue sincere, Mondadori, Milan, 2012.  (ISBN 9788804618881)

### Essais
- Romanzo d’appendice, 1966
- La luce a gas e il feuilleton: due invenzioni dell'Ottocento, 1988
- Voce donna, 1996
- Alessandra e Lucrezia, 2005
- Amare è scrivere: tre scrittrici spagnole, Le Lettere, Florence, 2013.  (ISBN 9788860876416)

### Articles de presse
- (it) Giorgio Barberi Squarotti, « Bianchini : fine di una solitudine », La Stampa, 3 mars 1990.
- (it) Maria Rosa Cutrufelli, « Quel sottile bisogno di vita quotidiana », L'Unita, 1er avril 1990.